# Everton de Viña del Mar
Everton de Viña del Mar (eller bare Everton) er en chilensk fodboldklub fra byen Viña del Mar. Klubben spiller i landets bedste liga, Primera División de Chile, og har hjemmebane på stadionet Estadio Elías Figueroa Brander. Klubben blev grundlagt den 24. juni 1909, og har siden da vundet fire mesterskaber og én pokaltitel. 
Klubben blev stiftet af en gruppe chilenske teenagere af engelsk oprindelse. Den er opkaldt efter den engelske klub Everton F.C., der kort før stiftelsen havde spillet kampe i Chile.

## Titler
- Chilensk mesterskab (4): 1950, 1952, 1976, 2008 Apertura

- Copa Chile (1): 1984

## Kendte spillere
| - Maximiliano Ceratto - Darío Alberto Gigena - Guillermo Angel Hoyos - Ezequiel Miralles - Patricio Pérez - José Daniel Ponce - Matías Urbano - Ramiro Castillo - José Milton Melgar - Nelson Acosta - Sergio Ahumada - Mario Barreto - Ivo Basay - Mario Cáceres - Cristián Castañeda - Roberto Elías Cid |  | - Marco Cornez - Juan Covarrubias - Gustavo Dalsasso - Mauricio Donoso - Marco Estrada - Mario Galindo - Jhonny Herrera - Belisario Leiva - René Meléndez - Manuel Neira - Claudio Núñez - Nicolás Núñez - Álvaro Ormeño - René Piérola - Renato Ramos - Rodrigo Ríos |  | - Jaime Riveros - Eladio Rojas - César Santis - Jorge Spedaletti - Carlos Toro - Casimiro Torres - Cristián Uribe - Oscar Wirth - Erwin Carrillo - John Jairo Castillo - José Gavica - Pablo Caballero - Marco Lazaga - Jorge Delgado - Carlos María Morales - Héctor Rodríguez Peña |